# Depew (Oklahoma)
Depew es un pueblo ubicado en el condado de Creek en el estado estadounidense de Oklahoma. En el año 2010 tenía una población de 476 habitantes y una densidad poblacional de 476 personas por km².

## Geografía
Depew se encuentra ubicado en las coordenadas 35°48′5″N 96°30′24″O / 35.80139, -96.50667 (35.801403, -96.506641).

## Demografía
Según la Oficina del Censo en 2000 los ingresos medios por hogar en la localidad eran de $25,536 y los ingresos medios por familia eran $29,250. Los hombres tenían unos ingresos medios de $23,438 frente a los $18,542 para las mujeres. La renta per cápita para la localidad era de $10,868. Alrededor del 22.4% de la población estaban por debajo del umbral de pobreza.